# Jack Goody
John Rankine Goody dit Jack Goody, né le 27 juillet 1919 à Hammersmith (Londres) et mort le 16 juillet 2015 à Cambridge, est un anthropologue britannique. Initialement spécialiste de l'Afrique, Jack Goody s'est ensuite intéressé de près à l'histoire de la famille durant le Moyen Âge européen, devenant une figure de proue du renouveau des études historiques sur la famille européenne, en Angleterre à l'école de démographie historique de Cambridge, mais aussi en France où il a exercé une grande influence au sein de l'anthropologie historique. Ses travaux comparatistes entre l'Eurasie et l'Afrique, et sur les transformations de la parenté en Europe dans le Bas-Empire romain sous l'influence grandissante de l'Église chrétienne, ont durablement marqué ces disciplines. Il a publié des travaux importants sur les conséquences sociales du développement de la communication écrite.

## Biographie, œuvre et influences

### Une jeunesse insouciante
John Rankine Goody est né le 27 juillet 1919 dans le quartier d'Hammersmith à Londres. Il est élevé avec son jeune frère Richard dans une famille de classe moyenne qui est très soucieuse de l'éducation de ses enfants.
En 1938, il suit des études de littérature anglaise au collège St John de l'Université de Cambridge. Il y rencontre alors ses amis Ian Watt et Eric Hobsbawm, eux aussi engagés au Club socialiste et grands fans de jazz.
Il suit l'engagement des étudiants de sa génération dans les mouvements antifascistes mobilisés pour aider les réfugiés juifs et basques. La guerre d'Espagne est présente dans toutes les têtes et Jack Goody s'engage dans les mouvements de jeunesse socialiste antifasciste.

#### La drôle de guerre
Il est engagé volontaire en octobre 1939 et intègre le corps d'entraînement des officiers à Cambridge. Après une formation de quatre mois à l'académie militaire de Sandhurst, Jack Goody est affecté en mars 1940 au régiment de Sherwood Foresters et se retrouve bientôt en poste à Nicosie, pendant près de deux ans après un rapide stationnement à Port Said.

#### L'expérience de la captivité en Italie
Son unité est déployée en Égypte au printemps 1942 et se retrouve très rapidement dépassée par la stratégie et l'efficacité des forces de Rommel. La petite unité de Jack Goody est facilement capturée par les manœuvres des Allemands à la bataille de Tobrouk en juin 1942. L'armée italienne transfère ensuite les soldats britanniques à Benghazi via le port de Cyrène, puis par avion-cargo à Lecce, en Italie, puis finalement au camp de prisonniers de Chieti réservé aux jeunes officiers britanniques et aux pilotes américains abattus au-dessus du Maghreb. Une détention italienne très peu contraignante qui dure près d'un an, jusqu'en septembre 1943 et l'armistice de Cassibile, qui désorganise totalement l'Italie.
Avec la reprise en main de la péninsule par les troupes allemandes, les prisonniers sont transférés vers le nord, et c'est à cette occasion que Jack Goody et trois compagnons s'échappent d'un train en marche en sautant dans le vide en pleine nuit au milieu des montagnes des Abruzzes, dans la région de Sulmona. Goody raconte lui-même que sa vocation d'anthropologue serait née de la privation de livres durant cette période, puis au contact des bergers des Abruzzes illettrés qui l'ont caché. De là viendrait son questionnement sur la communication parmi les peuples sans écriture.
Après avoir rejoint des réseaux de prisonniers échappés et clandestins à Rome, il est finalement capturé par les Allemands et envoyé en Bavière pour être détenu au camp de prisonniers de Moosburg d'avril 1944 à sa libération en avril 1945.

### Jack Goody, anthropologue

#### Formation universitaire
En 1946, il retourne à Cambridge et termine en quatre mois son diplôme de Littérature anglaise commencé avant la guerre. Il y rencontre Joan Wright qu'il épouse. Il décide de travailler comme éducateur car il est passionné par les expérimentations alors en cours dans l'éducation pour adultes. Son travail dans le Hertfordshire est malheureusement peu stimulant et il se retrouve plutôt dans un poste de superviseur avec des programmes peu intéressants.

#### Le terrain ethnographique chez les LoDagaa
Goody décide d'un commun accord avec sa femme de reprendre ses études en anthropologie.
Il étudie à Oxford et suit les séminaires de Sir Evans-Pritchard, qui l'avait passionné pour la discipline. C'est une formation d'une année qui lui permet d'obtenir un certificat en anthropologie en juin 1947.
Il se rapproche surtout de Meyer Fortes, nouvellement nommée à Cambridge. Il décide de travailler en Afrique de l'Ouest, terrain exotique le moins lointain pour rentrer voir sa famille grâce à une bourse du Colonial Office.
Il retourne à l'Université de Cambridge pour son doctorat. Celui-ci repose sur deux années de terrain d'études dans la colonie britannique de Gold Coast chez les groupes mal identifiés du Nord, spécifiquement les LoDagaa.
Il soutient sa thèse The Ethnography of the Northern Territories of the Gold Coast, West of the White Volta devant Max Gluckman and G. I. Jones et obtient son doctorat en 1954 (il y tient plus tard la chaire de William Wyse, de 1973 à 1984, et y devient professeur émérite). Durant les années cinquante et au début des années soixante, sous la direction de Meyer Fortes et Evans-Pritchard, il étudie les sociétés du Nord du Ghana.

#### L'étude de laLiteracy
Il publie plusieurs ouvrages sur le thème de la Literacy, étudiant les transformations sociales liées au développement de l'écriture et de l'alphabétisation, dont il situe l'apparition dans un contexte historique et socioculturel particulier. Dans The domestication of the savage mind (1977), il montre les conséquences de l'invention de l'écriture sur les processus cognitifs. Il étend ce type d'analyse à des champs très variés des cultures humaines : la famille, les fleurs, la cuisine, les images, etc.
Remarqué pour l'originalité de cette thématique et l'étendue de son érudition[réf. nécessaire], il acquiert à partir de la fin des années 1970 un rôle de premier plan dans le grand renouveau de l'histoire sociale et le rapprochement de l'anthropologie, de l'histoire et de la démographie, tant en Angleterre qu'en France où nombre de ses ouvrages sont traduits. Proche du groupe d'histoire sociale de l'Université de Cambridge (Cambridge Group for the History of Population and Social Structure) dirigé par Peter Laslett, Goody ne participe cependant à l'ouvrage collectif Household and Family in Past Time que pour en prendre le complet contrepied, réfutant la thèse centrale du livre sur le rôle de la famille hypernucléaire anglaise médiévale (le ménage plaçant tôt ses enfants) dans la réussite et la précocité de l'industrialisation, pour affirmer que les recensements utilisés par ses collègues dans la définition du ménage masquent des liens de parenté beaucoup plus denses.
S'écartant des concepts clés de l'anthropologie française, très marquée par les travaux de Lévi-Strauss (l'alliance dans les années 1950 et 1960, puis également la filiation à partir des années 1970), Goody travaille sur le « groupe domestique » en tant qu'unité de production économique et de transmission des biens, établissant alors des contrastes majeurs entre les traditions africaines et européennes. Après avoir participé en 1976 à l'ouvrage collectif Family and Inheritance : rural society in Western Europe, 1200-1800, il approfondit la même année cette analyse dans Production and Reproduction : A comparative study of the domestic domain.
Il publie en 1983 The Development of Family and Marriage in Europe, qui porte sur l'influence des préoccupations foncières de l'Église chrétienne à partir du IVe siècle de notre ère dans les transformations familiales et l'étendue considérable des interdits de mariage. Goody y suggère que la transformation du système de parenté au long du Moyen Âge a des répercussions profondes et irréversibles sur l'ensemble de la société européenne, modelant la forme bilinéaire indifférenciée (encore actuelle) de la famille occidentale, par opposition aux systèmes unilinéaires (patrilinéaires ou matrilinéaires) plus courants dans les sociétés africaines. L'ouvrage connaît d'emblée un important retentissement ; préfacé par Georges Duby pour sa première édition française en 1985, il est devenu un classique sur la parenté et a été réédité en 2012.
À partir de sa retraite en 1985, Goody s'écarte progressivement de ses préoccupations sur l'Europe. Parcourant le monde, il se met en devoir de dénoncer l'ethnocentrisme occidental. Dans L'Islam en Europe, il tente de cerner les rapports complexes et conflictuels entre l'Europe et l'Islam. Plus récemment, dans Le Vol de l'histoire, il montre comment l'Europe a conservé sa mainmise sur la construction de l'histoire mondiale en faisant croire qu'elle avait été le lieu de toutes les inventions de la modernité et, ainsi, négligé l'histoire de tous les pays qu'elle dominait. Il meurt à l'âge de 95 ans, le 16 juillet 2015.

## Distinctions
- 1980 : Membre honoraire étranger de l'Académie américaine des arts et des sciences
- Membre de la British Academy
- 1991 : International Prize for Cognitive Studies de la Fondation Fyssen
- 1991 : Médaille d'or de la Société Suédoise d'Anthropologie et de Géographie
- 1993 : Prix Ichiko pour les études culturelles à Tokyo
- 2005 : Fait chevalier par la reine Elisabeth II

En France
- 1993 : Officier de l'Ordre des Palmes académiques
- 2006 : Commandeur dans l'ordre des Arts et des Lettres
- 2002 : Citoyen d'honneur de la ville de Bouzigues
- 2005 : Docteur honoris causa de l'Université Victor Segalen Bordeaux II
- 2006 : Docteur honoris causa de l'Université Paris X Nanterre
- 2006 : Docteur honoris causa de l'Université de Metz

## Publications

### Livres de Jack Goody
: document utilisé comme source pour la rédaction de cet article.
- (en) The social Organisation of the LoWiili, Londres, H.M. Stationery Office (Colonial Office, Colonial Research Studies, N°.19), 1956
- (en) The Ethnology of the Northern Territories of the Gold Coast, West of the White Volta, Londres, 1958
- (en) Death, Property and the Ancestors : A study of the mortuary customs of the Lodagaa of West Africa, Stanford, Stanford University Press, 1962
- (en) Jack Goody et J.A. Braimah, Salaga : The Struggle for Power, Londres, Longmans, 1967
- (en) The myth of the Bagre, Londres, Oxford University Press, 1972, 394 p. (ISBN 978-0-19-815134-0)
- (en) The Domestication of the Savage Mind, Cambridge, Cambridge University Press, 1977, 179 p. (ISBN 978-0-521-29242-9, lire en ligne)
- (en) Cooking, Cuisine and Class : A Study in Comparative Sociology, Cambridge, Cambridge University Press, 1982, 253 p. (ISBN 978-0-521-28696-1, lire en ligne)
- (en) Jack Goody, The Logic of Writting and the Organization of Society, Cambridge University Press, 1986, 232 p. (ISBN 978-0521339629)
- (en) The Culture of Flowers, Cambridge, Cambridge University Press, 1993 (ISBN 978-0-521-42484-4)
- (en) Jack Goody, The Power of Written Traditions, Smithsonian Books, 2000, 200 p. (ISBN 978-1560989622)
- (en) Islam in Europe, Cambridge, Polity Press, 2003, 192 p. (ISBN 978-0-7456-3193-6)
- (en) The Theft of History, Cambridge, Cambridge University Press, 2006 (ISBN 978-1139461184)
- (en) The Eurasian Miracle, Cambridge, Polity Press, 2010  (ISBN 9780745647937)

#### Articles de Jack Goody
- (en) « A note on the penetration of Islam into the west of the Northern Territories of the Gold Coast », Transactions of the Gold Coast and Togo Historical Society, no 1,‎ 1953, p. 45.
- (en) « The anthropologist's attitude to class », Granta, no 14,‎ 1955, p. 22-23.
- (en) « A comparative approach to incest and adultery », British Journal of Sociology, no 7,‎ 1955, p. 286-305.
- (en) « Fields of social control among the LoDagaba », Journal of the Royal Anthropological Institute, no 87,‎ 1957, p. 356-62.
- (en) « Anomie in Ashanti? », Africa, no 27,‎ 1957, p. 75-104.
- (en) « Ethnohistory and the Akan of Ghana (review article) », Africa, no 29,‎ 1959, p. 67-81.
- (en) Avec Ian Watt, « The consequences of literacy. », Comparative Studies in Society and History, no 5,‎ 1963, p. 304-45.
- (en) « Time: social organisation. », International Encyclopaedia of the Social Sciences, vol. 16,‎ 1968, p. 30-42.
- « Civilisation de l'écriture et classification, ou l'art de jouer sur les tableaux. », Actes de la Recherche en Sciences Sociales,‎ 1976, p. 87-101.
- « Memoire et apprentissage dans les sociétés avec et sans écriture: la transmission du Bagre. », L'Homme, no 17,‎ 1977, p. 29-52.
- « Les chemins du savoir oral. », Critique,‎ 1979-80, p. 189-196.
- (en) « The secret language of flowers », Yale Journal of Criticism, vol. 3, no 2,‎ 1990, p. 133-52.
- « Une anthropologie de l'écrit (interview) », Le Debat, no 62,‎ 1990, p. 119-23.
- « Icones et iconoclasme en Afrique », Annales ESC,‎ 1991, p. 1235-51.
- « Le magnétophone et l’anthropologue », Medium, no 4,‎ 2005, p. 114-121.
- (en) « Technologies of the intellect and the future of the humanities », International Journal of the Humanities, vol. 2, no 3,‎ 2007.

### Traductions en français
: document utilisé comme source pour la rédaction de cet article.
- Jack Goody (trad. Jean Bazin  et Alban Bensa), La raison graphique. La domestication de la pensée sauvage, Paris, Les Éditions de Minuit, coll. « Le sens commun », 1979, 272 p. (ISBN 978-2-7073-0240-3)
- Jack Goody, Cuisines, cuisine et classes, Paris, Editions du Centre Pompidou, coll. « Alors », 1984, 405 p. (ISBN 978-2-85850-260-8)
- Jack Goody (trad. de l'anglais), L'Évolution de la famille et du mariage en Europe, Paris, Armand Colin, 2012 (1re éd. 1985), 390 p. (ISBN 978-2-200-27824-3)
- La Logique de l'écriture : aux origines des sociétés humaines, Armand Colin, 1986.
- Jack Goody (trad. Pierre-Antoine Fabre), La Culture des fleurs, Paris, Seuil, coll. « Librairie du XXe siècle », 1994, 640 p. (ISBN 978-2-02-017715-3)
- Entre l'oralité et l'écriture, PUF, 1994.
- « Alphabets et écriture », revue Réseaux, n° spécial "Sociologie de la communication", Paris, CNET, 1997, p. 165-189.
- L'Orient en Occident, Seuil, 1999.
- Famille et mariage en Eurasie, PUF, 2000.
- La Famille en Europe, Seuil, 2001.
- « L'Eurasie et les frontières entre l'Orient et l'Occident », dans Diogène, no200, 2002, p. 141-146.
- La Peur des représentations : l'ambivalence à l'égard des images, du théâtre, de la fiction, des reliques et de la sexualité, La Découverte, 2003.
- L'Islam en Europe. Histoire, échanges, conflits, La Découverte, 2004.
- Jack Goody (trad. de l'anglais par Marianne Kennedy), Au-delà des murs, Paris, Editions Parenthèses : MMSH, coll. « Parcours Méditerranéens », 2004, 249 p. (ISBN 2-86364-151-4, lire en ligne)
- Jack Goody (trad. de l'anglais par Claire Maniez), Pouvoirs et savoirs de l'écrit, Paris, La dispute, 2007, 269 p. (ISBN 978-2-84303-143-4)
- Jack Goody (trad. de l'anglais par Fabienne Durand-Bogaert), Le vol de l'Histoire : Comment l'Europe a imposé le récit de son passé au reste du monde, Paris, Gallimard, coll. « NRF Essais », 2010, 496 p. (ISBN 978-2-07-012238-7)
- Jack Goody (trad. de l'anglais par Claire Maniez), Mythe, rite & oralité, Nancy, Presses Universitaires de Nancy, 2015, 202 p. (ISBN 978-2-8143-0191-7)
- Jack Goody (trad. de l'anglais par Pierre Verdrager), Capitalisme et Modernité, Bagnolet, Les Presses de Calisto, 2016, 258 p. (ISBN 979-10-94562-01-7)
- Jack Goody (trad. de l'anglais par Pierre Verdrager), Renaissances. Au singulier ou au pluriel ?, Malakoff, Armand Colin, coll. « Mnémosya », 2020, 400 p. (ISBN 978-2-200-62919-9)
- Jack Goody (trad. de l'anglais par Pierre Verdrager), Petit Traité d'histoire globale [« The Eurasian Miracle »], Malakoff, Armand Colin, coll. « Mnémosya », 2022, 224 p. (ISBN 978-2200632212)
- Jack Goody, Au-delà des murs, Marseille, Parenthèses, 2023  (ISBN 2-86364-151-4)

### Jack Goody, études bibliographiques ou critiques
: document utilisé comme source pour la rédaction de cet article.
- Éric Guichard (dir.), Écritures : sur les traces de Jack Goody, Paris, Presses de l'enssib, coll. « Papiers », 2012, 237 p. (ISBN 979-10-91281-00-3, lire en ligne)

- (en) David R. Olson et Michael Cole (dir.), Technology, literacy and the evolution of society : implications of the work of Jack Goody, Lawrence Erlbaum, Mahwah, N.J., 2006, 358 p. (ISBN 9780805854022)
- (en) P.Laslett, R.Wall (dir), Household and Family in Past Time, Cambridge, Cambridge University Press, 1972.
- Georges Balandier, « L'anthropologue confessé », Le Monde, 7 juin 1996 (interview de Jack Goody)
- Pierre Bonte et Michel Izard (dir.), « Jack John Rankine Goody », in Dictionnaire de l'ethnologie et de l'anthropologie, PUF, Paris, 2008 (1re éd. 1991), p. 302-303  (ISBN 978-2-13-055999-3)
- Nicolas Journet, « Rencontre avec Jack Goody. De l'oral à l'écrit » ; « Un anthropologue éclectique » ; « L'affaire du "grand partage" » in Sciences Humaines, no 83, mai 1998, p. 38-41
- Nicolas Journet, « Jack Goody. La charrue et la plume » ; « Les trois vies de Jack Goody » ; « L'affaire du "bagré noir" » ; « Et la bonne cuisine dans tout ça ? » in Sciences Humaines, no 220, novembre 2010, p. 48-53
- Adam Kuper, L'anthropologie britannique au XXe siècle, (trad. Gérald Gaillard), Karthala, 2000, 273 p.  (ISBN 9782845860803)
- Christian de Montlibert, Recension Comment l'Europe a imposé le récit de son passé au reste du monde www.transeo-review.eu/2010, no 02-03